# پیشاگربه
پیشاگربه (نام علمی: Proailurus) نخستین سرده از خانواده گربه‌ایان است و نیای تمام گربه‌ایانی محسوب می‌شود که پس از او به وجود آمدند. این جانور بین ۲۵ تا ۲۰ میلیون سال پیش در اوراسیا می‌زیسته و سنگوارههایش تاکنون در آلمان، اسپانیا و مغولستان کشف شده است. پیشاگربه کمی از گربه امروزی بزرگ‌تر بود و حدود ۹ کیلوگرم وزن داشت.